# Marquard von dem Kyle
Marquard von dem Kyle († 1428 in Lübeck) war Ratsherr der Hansestadt Lübeck.

## Leben
Der Kaufmann Marquard von dem Kyle war der Sohn des Lübecker Bürgers Tidemann von dem Kyle. Die Familie war, dem Namen nach, aus Kiel zugewandert. Marquard von dem Kyle gehörte zu den angesehenen Bürgern der Stadt; er war Vorsteher des Beginenhauses bei der St. Aegidienkirche und Mitglied der patrizischen Zirkelgesellschaft. Im Zuge der bürgerlichen Unruhen in Lübeck zu Beginn des 15. Jahrhunderts nach Vertreibung des Alten Rates 1408 als Ratsherr in den Neuen Rat ein. Er war nur bis 1409 Ratsmitglied. Er überwarf sich mit dem Neuen Rat und eine seiner Renten wurde vom Neuen Rat konfisziert. Bei Rückkehr des Alten Rates im Jahr 1416 wurde er zusammen mit den ins Exil gegangenen Ratsherren entschädigt. In Testamenten Lübecker Bürger wird er mehrfach als Urkundszeuge und als Vormund aufgeführt.
Er war verheiratet mit Heseke, einer Tochter des Lübecker Ratsherrn Arnold Suderland, und bewohnte zunächst das Haus seines Vaters Schüsselbuden 12. Ab 1416 bewohnte er die Königstraße 44 in der Lübecker Altstadt.
Er gilt als der Stifter der nördlichsten der sechs Steinstatuen am Lettner der Lübecker Marienkirche, der Heiligen Elisabet mit ihrem Sohn Johannes. Der Lettner wurde beim Luftangriff auf Lübeck 1942 zerstört; nur die von dem Ratsherrn Konrad von Alen gestiftete Statue der Heiligen Dorothea blieb fast unbeschädigt; die restlichen Figuren aus dem Zyklus der Lettnerfiguren, darunter auch Elisabet, wurden in jüngster Zeit aus ihren Bruchstücken rekonstruiert.

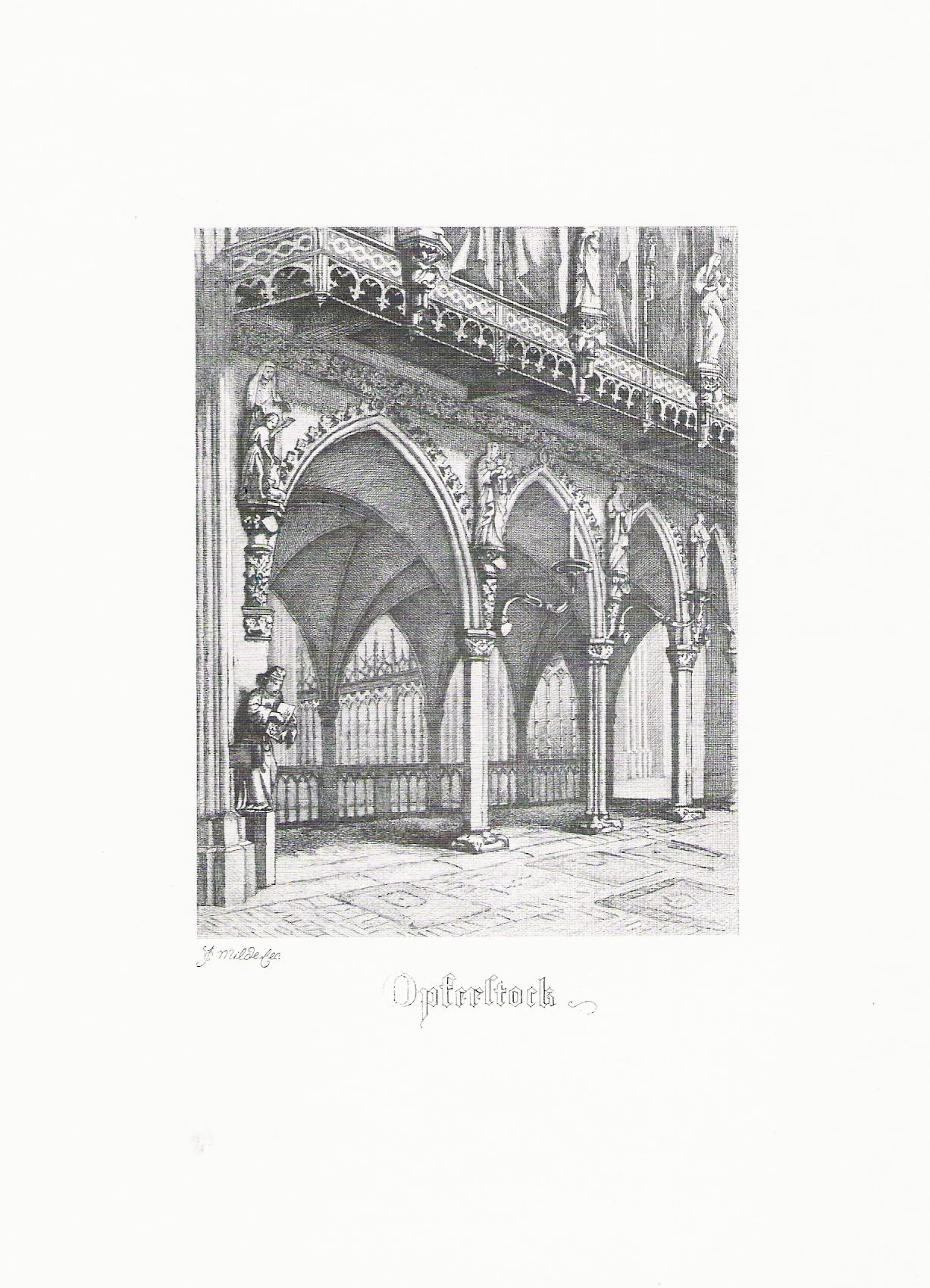
Lettner der Marienkirche (Zeichnung von Carl Julius Milde); die von Marquard von dem Kyle gestiftete Statue (Elisabet mit Johannes als Kind und Lamm) ist die 1. von links
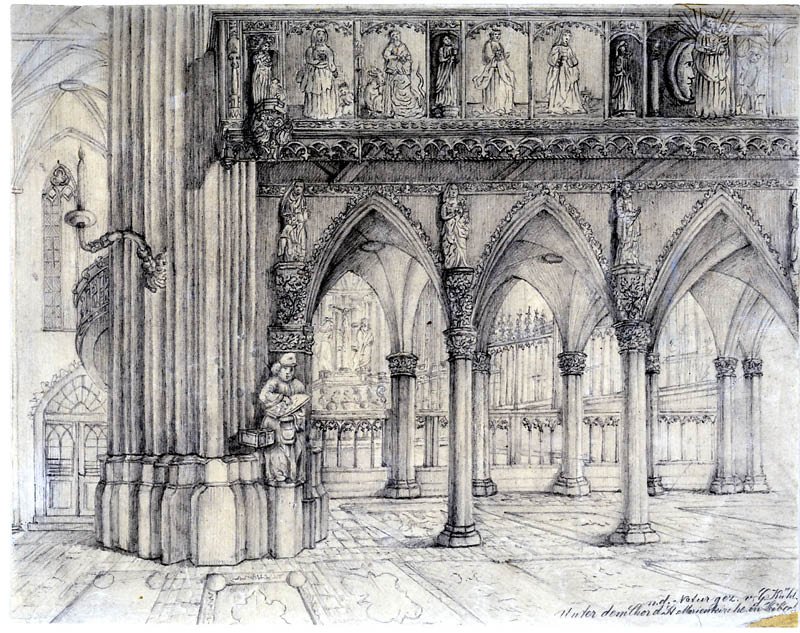
Lettner der Marienkirche mit Elisabet (Zeichnung von Gotthardt Kuehl) mit dem Benedikt Dreyer zugeschriebenen Mann mit dem Zählbrett[2] darunter
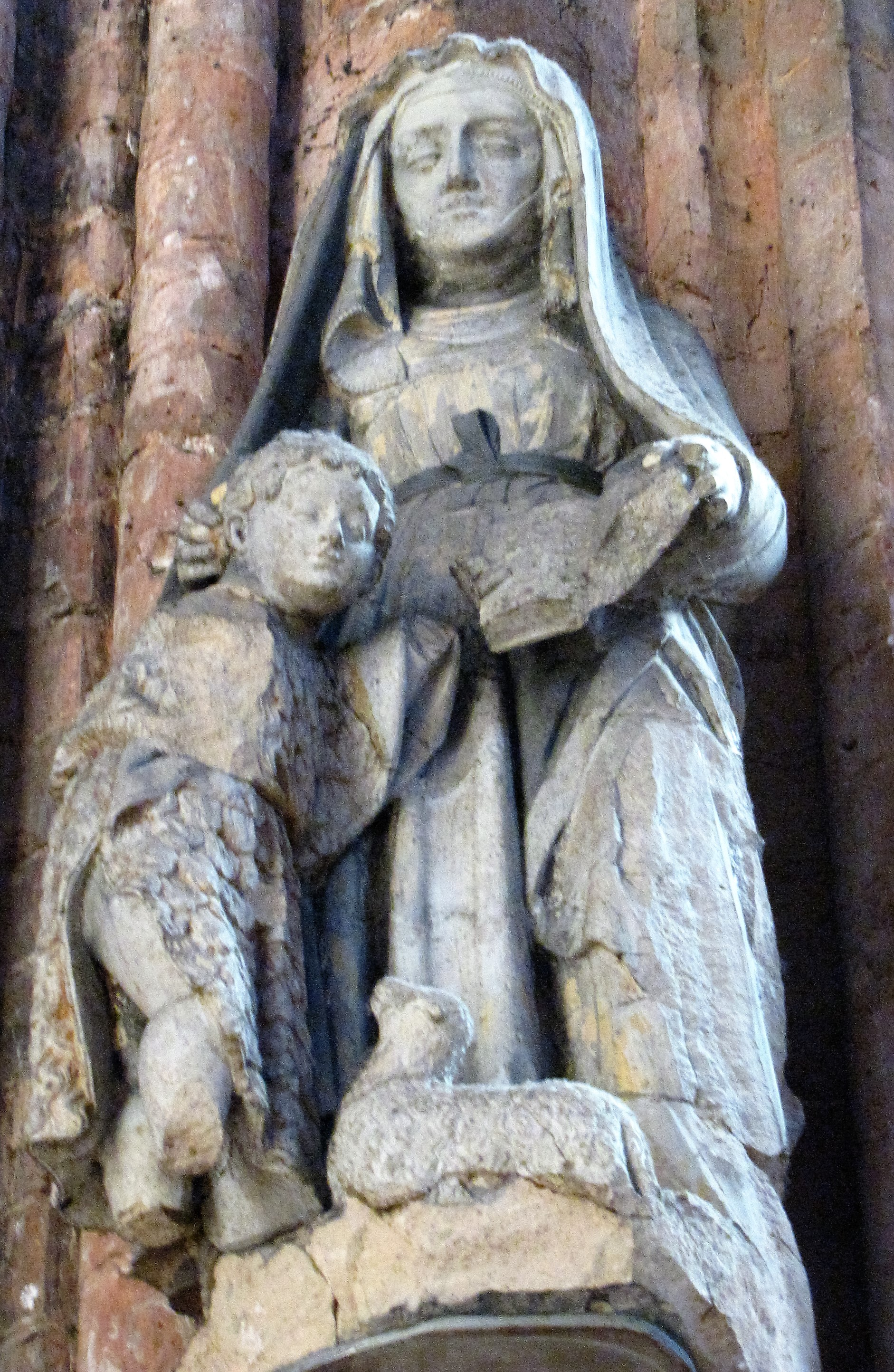
Elisabet-Statue aus dem Lettner-Zyklus (2011)